# Steven Caethoven
Steven Caethoven (né le 9 mai 1981 à Assenede) est un coureur cycliste belge.

## Biographie
Steven Caethoven passe professionnel en 2004 dans l'équipe Vlaanderen 2000-T Interim, qui devient en 2005 Chocolade Jacques-Topsport Vlaanderen jusqu'en 2007. Il s'engage en 2011 avec l'équipe Verandas Willems-Accent.

## Palmarès et résultats

### Palmarès par année
- 1999
  - Circuit Mandel-Lys-Escaut juniors
  - Trophée des Ardennes flamandes
- 2001
  - Ronde van Zuid-Oost-Vlaanderen :
    - Classement général
    - 1re étape

  - 2e et 5e étapes du Tour de Moselle
  - 2e de Bruxelles-Opwijk
- 2002
  - Internatie Reningelst
  - 4e étape du Tour du Limbourg amateurs
  - Grand Prix de Dourges
  - 3e de la Flèche flamande
  - 3e de Bruxelles-Opwijk
  - 3e de Liège-Bastogne-Liège espoirs
- 2003
  - Grand Prix de la ville de Geel
  - De Drie Zustersteden
  - 1re étape du Tour du Brabant flamand
  - 4e étape du Tour de Namur
- 2004
  - Mémorial Thijssen
  - Gullegem Koerse
  - Bruxelles-Ingooigem
  - 3e étape du Tour de l'Avenir
  - 4e étape du Regio-Tour
  - Grand Prix Paul Borremans
  - 3e de la Leeuwse Pijl
- 2005
  - Wanzele Koerse
  - Leeuwse Pijl
  - Omloop van de Gouden Garnaal
  - 1re étape du Tour de Saxe
  - 2e du Grand Prix Briek Schotte
  - 3e du Circuit du Houtland
- 2006
  - 5e étape du Tour de Rhénanie-Palatinat
  - Mosselkoers
  - 2e de la Leeuwse Pijl
  - 3e du Mémorial Fred De Bruyne
- 2007
  - 2e étape du Tour Down Under
- 2008
  - 5e étape du Tour de Normandie
  - Grand Prix Paul Borremans
  - Grote Prijs Dr. Eugeen Roggeman
- 2009
  - Wanzele Koerse
  - 2e étape du Tour de Normandie
  - Stadsprijs Geraardsbergen
  - 2e du Grote Prijs Dr. Eugeen Roggeman
  - 3e de Paris-Troyes
- 2010
  - Grand Prix Lucien Van Impe
  - Grote Prijs Gemeente Kortemark
  - 2e du Grand Prix du 1er mai
- 2011
  - Wanzele Koerse
  - Puivelde Koerse
  - 2e étape du Delta Tour Zeeland
  - Grand Prix Frans Melckenbeeck
- 2012
  - Ruddervoorde Koerse
  - Grand Prix Jef Scherens
  - Grand Prix Paul Borremans
  - 2e de la Flèche flamande
  - 2e de la Stan Ockers Classic
  - 2e de l'Omloop Van de Gemeente Melle
  - 2e du Grand Prix José Dubois
  - 2e du Grote Prijs Dr. Eugeen Roggeman
- 2013
  - Ruddervoorde Koerse
  - 2e du Grand Prix José Dubois
  - 3e du Grand Prix Raf Jonckheere
- 2014
  - Hill 60-Koers
  - 3e du Circuit du Westhoek
  - 3e du Grand Prix de Geluwe
- 2015
  - Grand Prix de Geluwe
- 2019
  - 3e de la Hill 60-Koers

### Classements mondiaux
| Année            | 2005 | 2006 | 2007 | 2008 | 2009 | 2010 | 2011 | 2012 | 2013 |
| ---------------- | ---- | ---- | ---- | ---- | ---- | ---- | ---- | ---- | ---- |
| UCI Asia Tour    | 157e |      |      |      |      |      |      |      |      |
| UCI Europe Tour  | 169e | 256e | 298e | 525e | 151e | 162e | 526e | 39e  | 710e |
| UCI Oceania Tour |      | 74e  | 24e  |      |      |      |      |      |      |